# Edwardsia arenosa
Edwardsia arenosa är en havsanemonart som beskrevs av Carl Benjamin Klunzinger 1877. Edwardsia arenosa ingår i släktet Edwardsia och familjen Edwardsiidae. Inga underarter finns listade i Catalogue of Life.